# Vieille-Brioude
Vieille-Brioude là một xã thuộc tỉnh Haute-Loire trong vùng Auvergne-Rhône-Alpes ở nam trung bộ nước Pháp. Khu vực này có độ cao trung bình 443 mét trên mực nước biển. Theo điều tra dân số năm 1999 của INSEE có dân số 1099 người.

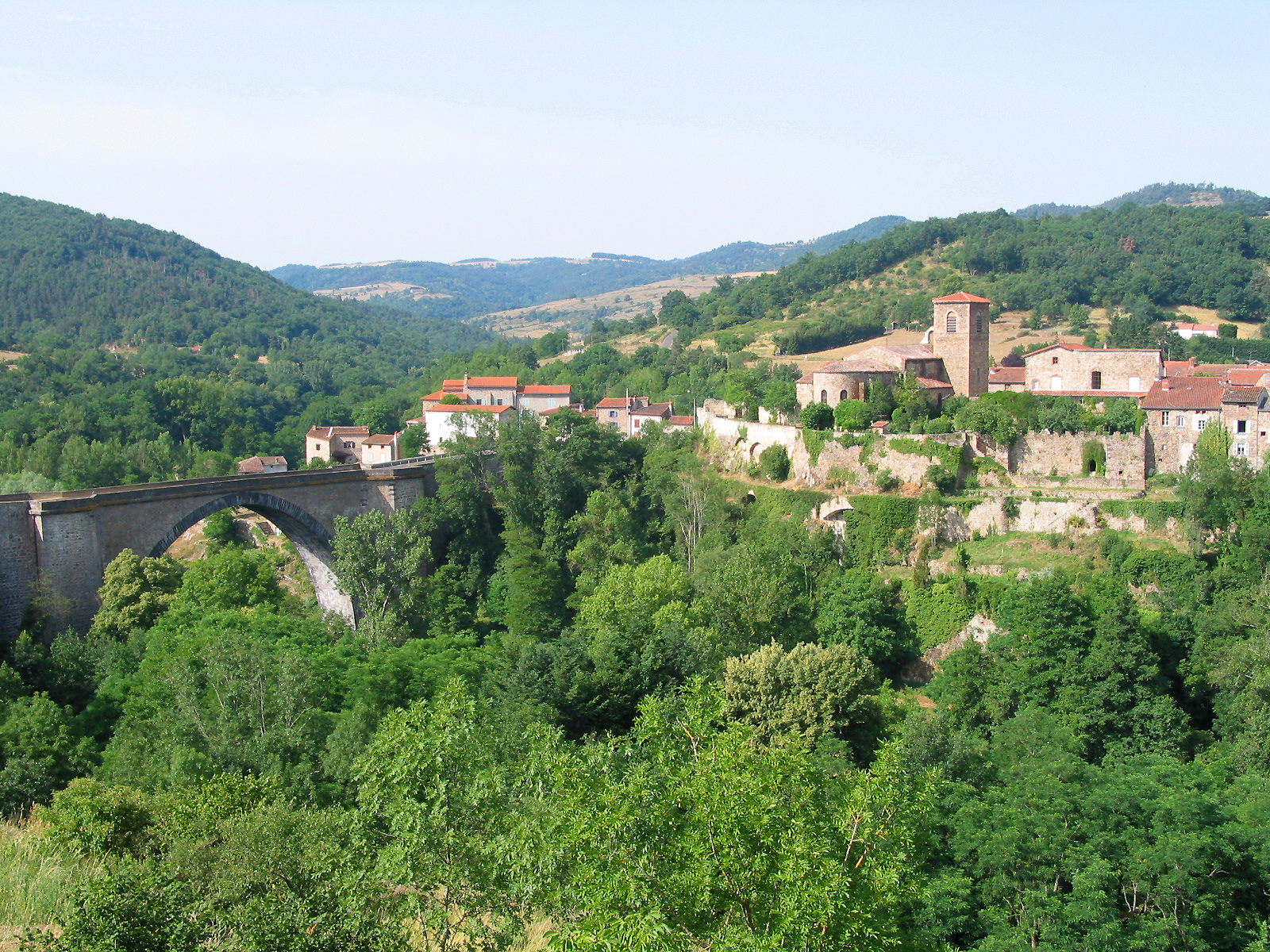
Quang cảnh

Sông Senouire tạo thành một phần ranh giới đông bắc thị trấn, sau đó chảy vào sông Allier, sông này chảy theo hướng bắc.